# 三宅徳三郎
三宅 徳三郎（みやけ とくさぶろう、1899年（明治32年）12月3日 - 1982年（昭和57年）4月10日）は、日本の外科医、政治家。医学博士。
高松市長（在任1期）。

## 来歴・人物
香川県三豊郡荘内村（現 三豊市詫間町）出身。地主の三男として生まれる。
旧制香川県立三豊中学校、旧制第四高等学校を経て、九州帝国大学医学部卒業。
三豊中学時代から第四高等学校、九州帝国大学と野球選手で通し、投手や一塁手で活躍、その間柔道、剣道、テニス、乗馬、弓術も行った。
1926年（大正15年）3月、九州帝国大学医学部卒業後、外科医局に4年間在局、三宅速教授、赤岩八郎教授の指導を受ける。1930年（昭和5年）5月、岩手医学専門学校教授ならびに青森県立病院外科部長に就任。1931年（昭和6年）2月、「胃胆嚢吻合と十二指腸胆嚢吻合との比較研究」で学位修得。
1935年（昭和10年）3月、郷里の香川県高松市に三宅病院を開業。1944年（昭和19年）9月、友人に病院を任せて、福岡県立医学歯学専門学校医学部長兼付属病院長に就任。1947年（昭和22年）高松空襲で焼け出され、同県仲多度郡多度津町に疎開して三宅病院を開業（現 多度津三宅病院）。1949年（昭和24年）10月、高松市にて財団法人医学研究所を設立し附属三宅病院開業。
1951年（昭和26年）4月から1967年（昭和42年）5月まで香川県医師会第6代会長を務めた。全国にさきがけて全県ぐるみの日曜休診を実施、救急病院も"人口十万以上の都市へ設置"という常識を破って県下全域に設置を行い県医師会の発展に尽力した。また中四国医師会連合委員長、日本外科学会評議員を歴任。
1967年（昭和42年）5月2日、高松市長を21年間務めた國東照太の後、第13代高松市長に就任。

## 栄典
- 1964年 - 藍綬褒章
- 1971年 - 勲四等旭日小綬章